# 普里伊

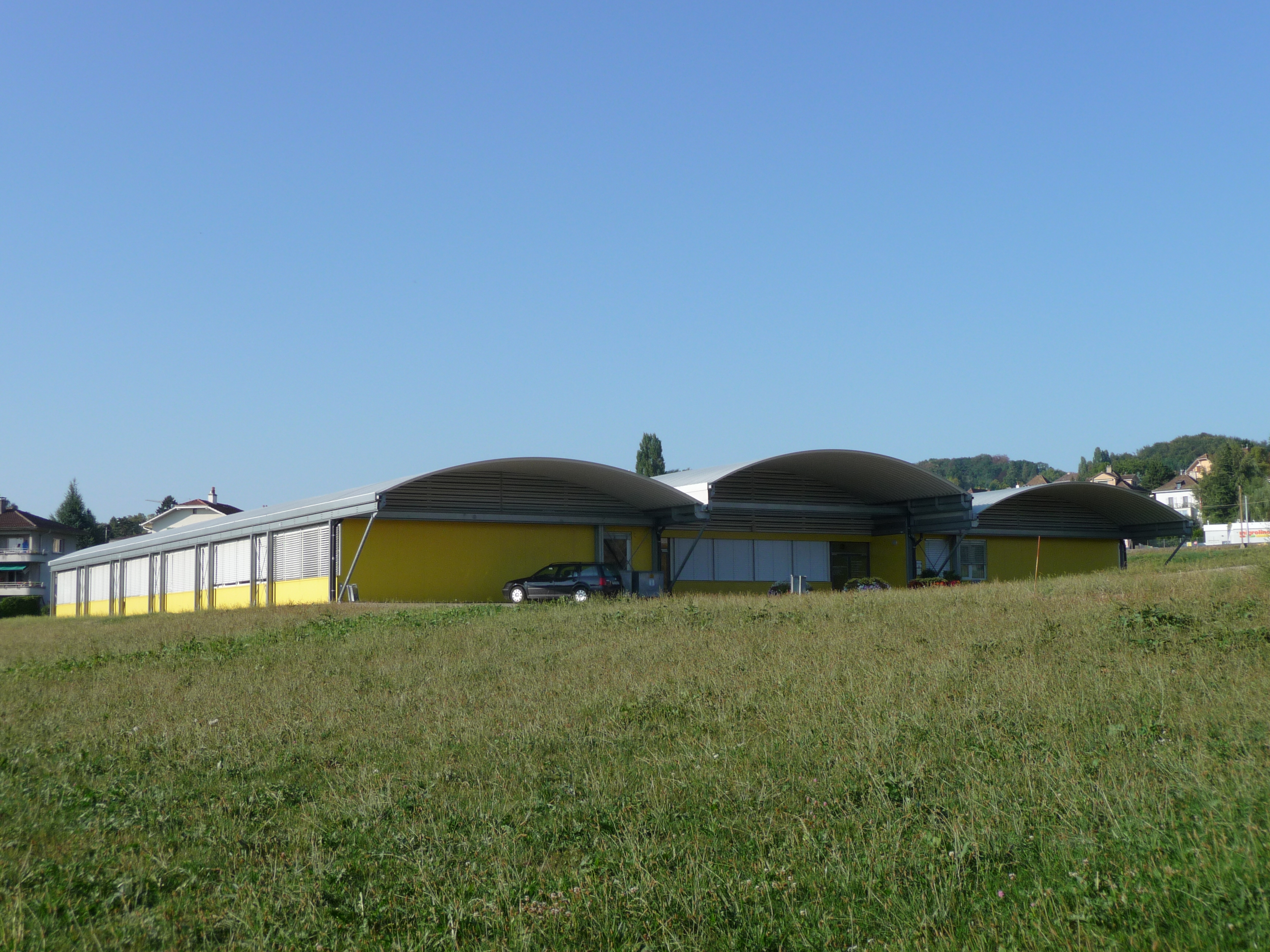

普里伊（法語：Prilly）是瑞士的城鎮，位於該國西部，由沃州負責管轄，距離洛桑3公里，面積2.19平方公里，海拔高度481米，2010年人口11,430，其中四成居民信奉羅馬天主教。

## 外部連結
- Official website （页面存档备份，存于） (in French)